# Leopold Leparski

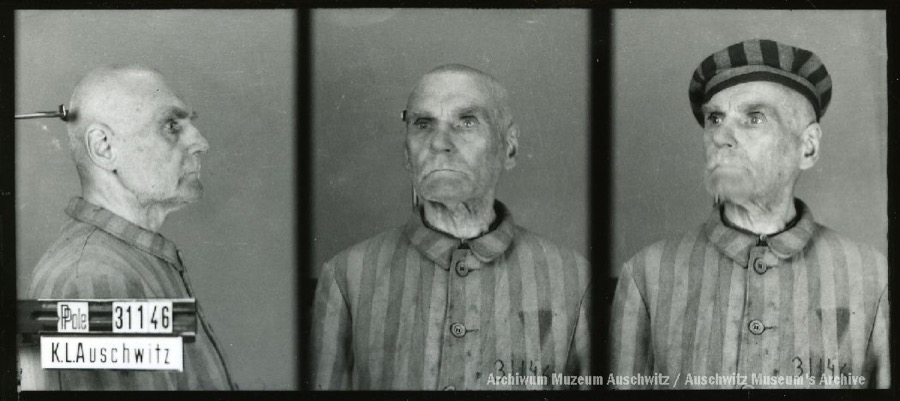
Leopold Antoni Leparski

Leopold Antoni Leparski (ur. 15 lutego 1875 w m. Bobryce, zm. 9 czerwca 1942 w KL Auschwitz) – podpułkownik piechoty Wojska Polskiego.

## Życiorys
Urodził się 15 lutego 1875 w miejscowości Bobryce, w ówczesnym powiecie kaniowskim guberni kijowskiej, w rodzinie Józefa.
3 lutego 1920 został przyjęty do Wojska Polskiego z byłych Korpusów Wschodnich i byłej armii rosyjskiej, z zatwierdzeniem posiadanego stopnia majora i przydzielony do Sekcji Uzupełnień i Poboru Ministerstwa Spraw Wojskowych. 22 maja 1920 został przeniesiony do Powiatowej Komendy Uzupełnień Gniezno na stanowisko komendanta. 6 czerwca 1921 został przydzielony do Rezerwy oficerów i urzędników wojskowych przy Sekcji Uzupełnień i Poboru MSWojsk. z równoczesnym wcieleniem do 5 Pułku Piechoty Legionów, jako oddziału macierzystego. W listopadzie tego roku został oddany do dyspozycji Głównej Komendy Batalionów Celnych i wyznaczony na stanowisko dowódcy 6 Brygady Celnej w Stryju. 3 maja 1922 został zweryfikowany w stopniu majora ze starszeństwem z 1 czerwca 1919 roku i 6. lokatą w korpusie oficerów piechoty, a jego oddziałem macierzystym był nadal 5 pp Leg. We wrześniu tego roku, po przeprowadzonej reorganizacji Baonów Celnych w Straż Graniczną, został wyznaczony na stanowisko komendanta Komendy Powiatowej Straży Granicznej w Nieświeżu.
Później został przeniesiony do 10 Pułku Piechoty w Łowiczu, a w sierpniu 1923 przydzielony z macierzystego oddziału do Powiatowej Komendy Uzupełnień Stryj na stanowisko komendanta. 31 marca 1924 został mianowany podpułkownikiem ze starszeństwem z 1 lipca 1923 i 4. lokatą w korpusie oficerów piechoty. W sierpniu 1924 został przydzielony do macierzystego 10 pp. W kwietniu 1925 został przydzielony do PKU Puławy na stanowisko komendanta, lecz już we wrześniu tego roku wrócił do 10 pp. W 1928 na emeryturze mieszkał w Puławach.
W 1934, jako oficer stanu spoczynku pozostawał w ewidencji PKU Warszawa Miasto III. Posiadał przydział do Oficerskiej Kadry Okręgowej Nr I. Był wówczas „w dyspozycji dowódcy Okręgu Korpusu Nr I”.
19 stycznia 1942 został zatrzymany i osadzony na Pawiaku. 18 kwietnia 1942 został przetransportowany do obozu koncentracyjnego Auschwitz, gdzie zginął 9 czerwca tego roku .